# Советник (сянци)

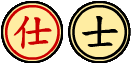
Красный и чёрный
советник сянци.

Советник — защитная, слабейшая из фигур китайских шахмат сянци.
В начале игры у каждого игрока есть по два советника, стоящих рядом с королём, справа и слева от него. 

## Обозначения
- Красный советник — кит. 仕, пиньинь shì, «ши» — «учёный, чиновник» (ключ 人),
- Чёрный советник — кит. 士, пиньинь shì, «ши» — «чиновник, воин, учёный, образованный человек, джентльмен»

Обозначение в западной нотации — A (от англ. Advisor). Изредка (в частности, в материалах Chinese Chess Institute) — G (от англ. Guard, «охранник»).

## Ходы

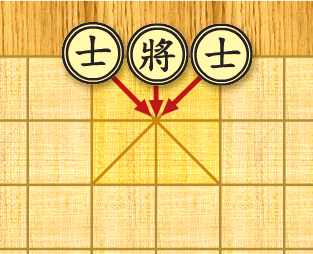
Ходы короля и советников

Советник в сянци, как и король, не может покидать дворец, и ходит только на соседний узел по диагонали. Таким образом, ему доступны лишь пять узлов: углы и центр дворца. Так же, только не будучи ограничен дворцом, ходил советник в чатуранге, от которого советник сянци и произошёл.
Первым ходом советник может пойти лишь в центр дворца, блокируя второго советника, но зато сцепляясь с ним, образуя защитное построение, эффективное против ладей.
Хотя в основном советник — чисто защитная фигура, изредка ход им может быть и шахом, и даже матом: когда он становится лафетом своей пушки, или уходит с вертикали её боя, делая эффективным лафетом другую фигуру.